# American Dreamer (film 1984)
American Dreamer è un film statunitense del 1984, diretto da Rick Rosenthal.